# Eikenberg
L'Eikenberg és un turó de 82 metres de les Ardenes flamenques que es troba a la comuna de Maarkedal, a la província belga de Flandes Oriental. Els vessants d'aquest turó es troben recoberts amb llambordes. Al cim del turó hi ha la unió amb la carretera que uneix Brakel i Oudenaarde. El 1995 la carretera de l'Eikenberg va ser declarada monument protegit.

## Ciclisme
L'Eikenberg és sobretot conegut per ser una de les ascensions de les clàssiques flamenques, en especial al Tour de Flandes. És una cota amb llambordes de 1.200 metres de llargada al 5,8 % de mitjana.
Al Tour des Flandes va ser pujat per primera vegada el 1956. No va ser fins a l'edició de 1974 quan l'ascensió es va consolidar en el recorregut i des d'aleshores sols ha faltat el 1997, 2003 i 2008.
Aquest turó també es puja en altres curses ciclistes belgues, com l'Omloop Het Nieuwsblad, l'E3 Harelbeke, l'A través de Flandes o els Tres dies de De Panne.